# 阿杜卡努单抗
阿杜卡努单抗（英语：Aducanumab，商品名：Aduhelm）是用于治疗阿茲海默症的藥物。它是一种以β-淀粉样蛋白為清除目標的单克隆抗体。
阿杜卡努单抗于2021年6月在美国獲美国食品药品监督管理局有條件批准上市，它屬於一種新的阿尔茨海默症療法，針對該症的根源而研發。这是自2003年以来首个获批用于治療阿茲海默症的新疗法。然而後續一直無法證明阿杜卡努单抗能有效減緩阿尔茨海默症，幾經波折，最後在2024年1月份停止所有試驗，並且退出市場。